# The Gitas
The Gitas  — американський ґрандж-рок-гурт, створений вокалістом та гітаристом Олександром Чемеровим (Димна суміш) в Лос-Анджелесі в 2014 році.

## Історія
Гурт засновано в квітні 2014 фронтменом, ідеологом і автором пісень Олександром Чемеровим, котрий переїхав в США в 2012 році після завершення кар'єри гурту Димна Суміш. The Gitas означає «пісні» на санскриті.
У січні 2015 року вийшов дебютний міні-альбом «Garland». Альбом поєднував у собі звучання важких гітар, індійських музичних інструментів (табла і ситари), а також синтезовані звуки і біти. В описі альбому стиль гурту був охарактеризований як «соул-рок з включенням поп-музики, блюзу, панку та більш важких елементів». Альбом був записаний з американськими сесійними музикантами під керівництвом продюсера Джерона Лукса, а в останній композиції альбому взяли участь колишні учасники «Димної суміші» — Сергій Мартинов і Ніла Гопал.
У лютому 2017 року вийшов перший повноформатний альбом групи, який отримав назву «Beverly Kills». Головна пісня з альбому стала саундтреком до американського серіалу «Music happens here».
Влітку 2017 гурт вперше приїхав з туром в Україну і виступав на розігріві в іншого гурту Саші Чемерова — Димної Суміші.
У травні 2018 гурт провів турне по Ґватемалі анонсувавши 4 концерти. В червні 2018 року вийшла пісня The Gitas та української групи «Бумбокс» з назвою «Тримай мене». Пісня стала дуже успішною в Україні.
Влітку The Gitas повернулися з туром в Україну, виступили на фестивалі Porto Franko в Івано-Франківську, Atlas Weekend в Києві на ВДНГ.
З початком повномасштабного вторгнення Росії в Україну Саша Чемеров сфокусувався на проєкті «Культурний десант» та сольній кар'єрі. В інтерв'ю в березні 2023 Саша Чемеров зазначив: «Бас-гітарист Сел Рамаззіні зараз знаходиться у Гватемалі, а барабанщик Бруно Раголіа десь за місяць приїде до Штатів, коли я вже будучи в Україні. Зараз гурт трохи незібраний, але він існує, у нас є накопичений матеріал, і він просто чекає свого часу, щоб вийти.».

## Учасники

### Поточний склад
- Саша Чемеров — вокал, ґітара, автор пісень, продюсер
- Сальвадор Рамаззіні — бас-ґітара
- Бруно Раґоліа — ударні

### Колишні учасники
- Брітанні Макарелло — ударні
- Ігор Кириленко — ґітара, клавішні, семпли

### Сесійні музиканти
- Олег Федосов — барабани (турне по Україні, літо 2017)

## Дискографія

### Студійні альбоми
- Beverly Kills (2017)

### Міні-альбом
- Garland (2015)

### Синґли
- 2016 — Beverly Kills
- 2018 — Ne movchy
- 2018 — Purge
- 2018 — Тримай Мене (за участі Бумбокс)
- 2020 — Mass Shooter
- 2020 — Shotgun
- 2020 — Regards & Greetings from LA

## Відеографія
- Mood For Love (2015)
- That's All I do (2017)
- Gemini Feed (2018)
- Purge (2018)
- God (2018)
- Mass Shooter (20202020)
- Shotgun (2020)